# Murder in Mesopotamia
Murder in Mesopotamia (Morte na Mesopotâmia, no Brasil / Assassinio na Mesopotâmia ou Crime na Mesopotâmia, em Portugal) é um romance policial de Agatha Christie, publicado em 1936. Conta com a participação do detetive Hercule Poirot.

## Enredo
A enfermeira Amy Leatheran é contratada para tomar conta de uma mulher paranóica que acredita, e possivelmente com razão, que alguém está tentando assassiná-la. Essa mulher, Louise Leidner, foi casada com um espião no passado, que foi condenado a fuzilamento, mas fugiu. Todas as vezes em que se envolvia com outro homem,  recebia uma carta anônima avisando-a que caso se casasse morreria, o que a impediu de fazê-lo diversas vezes. Anos depois, ela casa-se com um arqueólogo, Erich Leidner, e juntos vão com a equipe dele a um sítio arqueológico no Iraque, para uma expedição, durante a qual ela volta a receber as cartas ameaçadoras e a ver coisas estranhas a seu redor. Preocupado, seu marido contrata Amy para cuidar dela, mas não demora muito para que Louise seja brutalmente assassinada. Cabe a Poirot, que estava numa cidade próxima, solucionar o caso.